# Bernadivka, Terebovlea
Bernadivka (în ucraineană Бернадівка) este un sat în comuna Strusiv din raionul Terebovlea, regiunea Ternopil, Ucraina.

## Demografie
Componența lingvistică a localității Bernadivka
     Ucraineană (100%)
Conform recensământului din 2001, toată populația localității Bernadivka era vorbitoare de ucraineană (100%).